# Psicosocial
L'enfocament psicosocial analitza els individus en el context de la influència combinada que els factors psicològics i l'entorn social circumdant tenen sobre el seu benestar físic i mental i la seva capacitat de funcionar. Aquest enfocament s'utilitza en una àmplia gamma de professions de la salut en entorns sanitaris i d'atenció social, així com per investigadors mèdics i de ciències socials.